# 与吉
与吉（よきち、1957年9月8日 - 2012年3月19日 ）はチタンを使う立体彫刻家である。
財団法人鳴門ガレの森美術館内にギャラリー与吉が有る。